# Cabbage

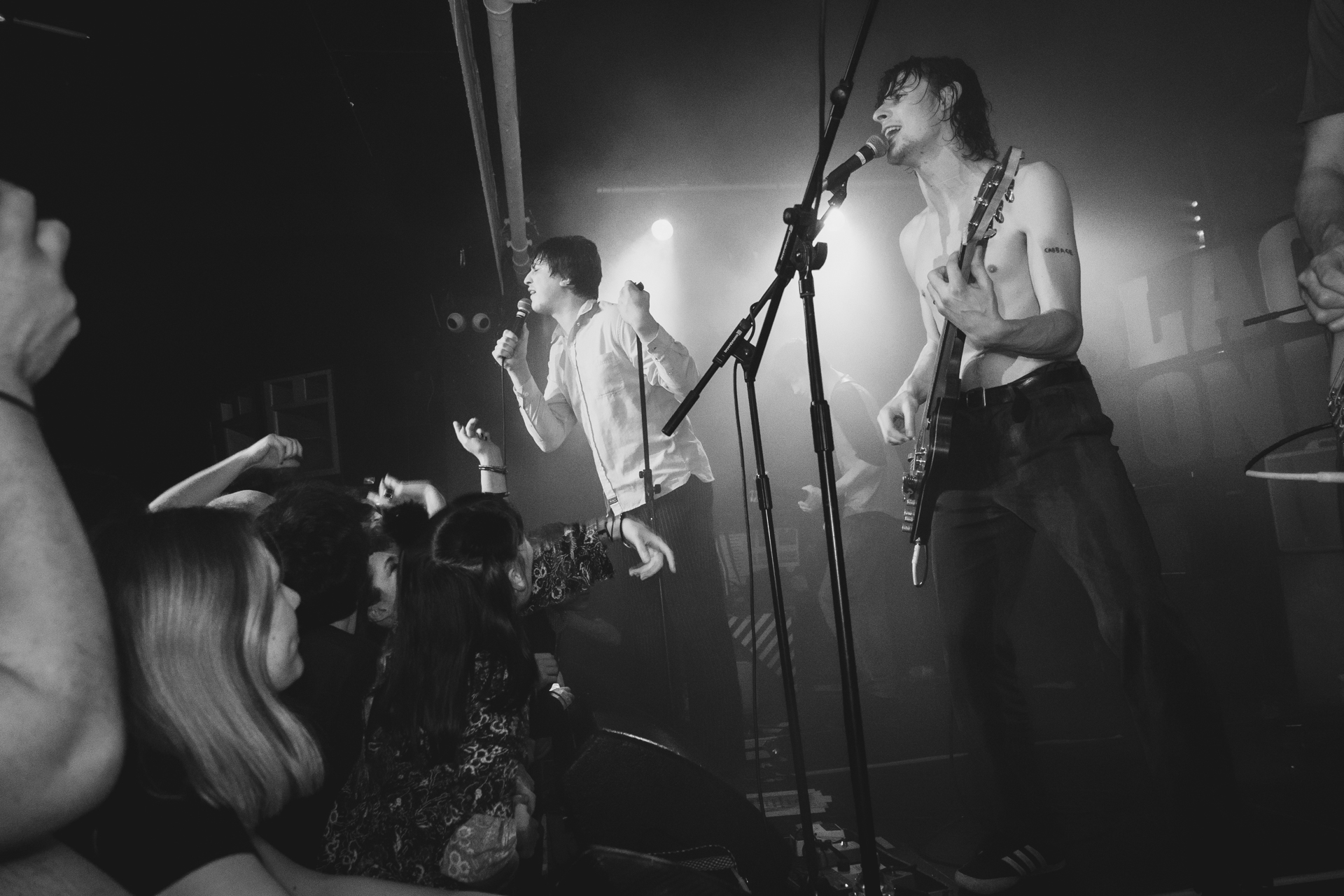
Cabbage, 2017

Cabbage (ugs. für Schwachkopf; eigentlich Kohl(kopf)) ist eine englische Neo-Postpunkband aus Greater Manchester. 2018 waren sie mit dem Album Nihilistic Glamour Shots erfolgreich.

## Bandgeschichte
Ende 2015 schlossen sich die fünf Mitglieder der Band zusammen: die beiden Sänger Lee Broadbent und Joe Martin, Gitarrist Eoghan Clifford, Schlagzeuger Asa Morley und Bassist Stephen Evans. Evans war auch der Produzent von Cabbage und die ersten Bandveröffentlichungen erschienen bei seinem eigenen Label Play & Record. Kevin hieß ihr erster Song, der noch im Gründungsjahr herauskam, wenig später folgte die erste EP Le Chou. Neben ihrer Bühnenshow waren es vor allem die humorvollen und respektlosen Texte von Joe Martin über politische und gesellschaftskritische Themen, die sie schnell bekannt machten. So kamen sie im Sommer 2016 zu einer Reihe von Festivalauftritten und sie gingen mit den Blossoms und Declan McKenna auf Tour. Nach der Veröffentlichung weiterer EPs wurden sie in die Newcomer-Liste Sound of 2017 der BBC aufgenommen.
In diesem Jahr veröffentlichten sie ein Album mit einer Auswahl bereits vorhandener Aufnahmen und eine EP mit neuen Songs, was ihnen aber noch keinen Durchbruch brachte. Erst am Jahresende gingen sie mit den Produzenten James Skelly und Rich Turvey, die schon für das erste Album der Blossoms verantwortlich gewesen waren, ins Studio und stellten ihr Debütalbum zusammen. Es hieß Nihilistic Glamour Shots und erschien im Frühjahr 2018. Sie stiegen damit auf Platz 21 der britischen Albumcharts ein.
2019 gründete die Band ihr eigenes Labe Brassicka Records und veröffentlichte die Single Torture. Weitere Veröffentlichungen blieben aber rar. Ende des Jahres verließ Bassist Evans die Band. Für das Frühjahr 2020 hatten sie ihr zweites Album Amanita Pantherina vorgesehen, bei dem Patrick Neville als Bassist einsprang. Wegen der Covid-19-Pandemie konnten sie aber mit den neuen Songs nicht auftreten. Das Album erschien statt im Mai erst im September des Jahres, es konnte sich aber nicht in den Charts platzieren.

## Mitglieder
- Lee Broadbent (* 1991), Sänger
- Joe Martin (* 1992), Sänger, Gitarrist
- Eoghan Clifford (* 1991), Gitarrist
- Patrick Neville, Bassist
- Asa Morley (* 1994), Schlagzeuger

Ehemaliges Mitglied
- Stephen Evans (* 1983), Bassist

## Diskografie
Alben
- Young, Dumb and Full of … (Kompilation, 2017)
- Nihilistic Glamour Shots (2018)
- Amanita Pantherina (2020)

EPs
- Le Chou (2016)
- Uber Capitalist Death Trade (2016)
- Necroflat in the Palace (2016)
- Terrorist Synthesizer (2016)
- The Extended Play of Cruelty (2017)

Lieder
- Kevin (2015)
- Dinner Lady (2016)
- Beds in Parks (2016)
- Gibraltar Ape (2017)
- Celebration of a Disease (2017)
- Arms of Pleonexia (2018)
- Preach to the Converted (2018)
- Postmodernist Caligula (2018)
- Smells Like Christmas (2018)
- Torture (2019)
- You’ve Made an Art Form (From Falling to Pieces) (2020)
- Get Outta My Brain (2020)